# Hypotaenidia dieffenbachii
Il rallo di Dieffenbach (Hypotaenidia dieffenbachii (G. R Gray, 1843)) era un uccello della famiglia dei Rallidi diffuso sull'isola Chatham e, forse, su quella di Pitt.

## Tassonomia
Per diversi anni gli studiosi hanno confuso il rallo di Dieffenbach con l'altra specie di rallo estinto delle Chatham, il rallo delle Chatham (Cabalus modestus), che era considerato la forma immatura del primo. Hutton fu il primo a riconoscerlo come una specie a parte, descrivendolo e classificandolo in un genere a parte, Cabalus, sulla base di alcune differenze nella struttura e nei muscoli delle ali. Andrews confermò che i due differivano per un certo numero di caratteristiche: il piumaggio di C. modestus era più arruffato che in H. dieffenbachii, a causa della quasi totale assenza di barbule; C. modestus aveva un becco relativamente più lungo e sottile e meno ricurvo all'estremità; inoltre, aveva uno sterno più ridotto, con una carena quasi insignificante.
Recentemente, le analisi del DNA hanno dimostrato che, malgrado le somiglianze morfologiche, il rallo di Dieffenbach era abbastanza diverso dal suo probabile antenato, il rallo delle Filippine (H. philippensis), e non una sua sottospecie, come gli studiosi avevano ritenuto a lungo.

## Descrizione

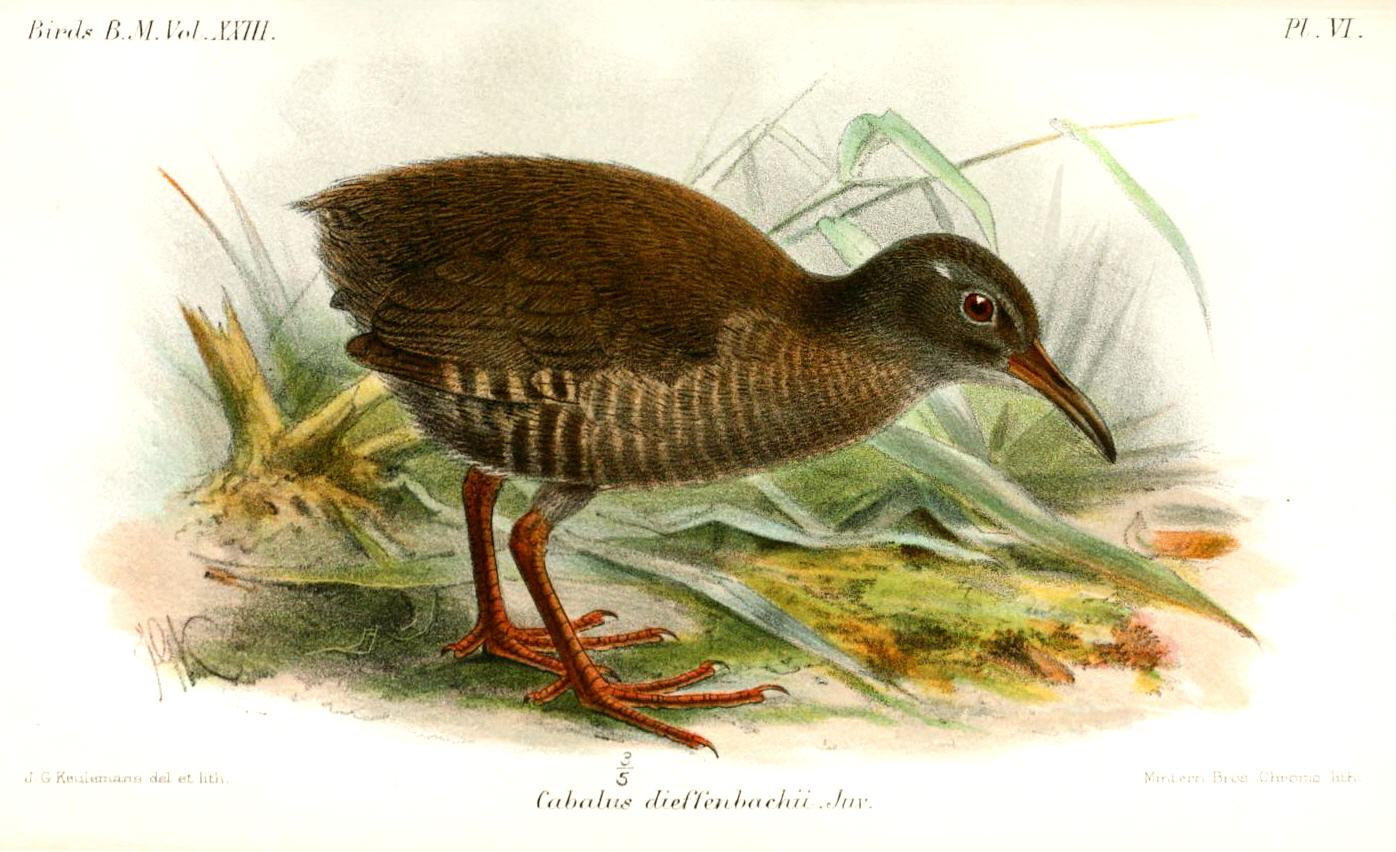
Un giovane esemplare.

Le regioni posteriori del rallo di Dieffenbach, di colore variabile dal beige al marrone-oliva, erano ricoperte da bande nere irregolari. La parte superiore del dorso era a righe nere e marroni. La schiena era indistintamente striata da linee di colore marrone scuro. La sommità del capo e del collo era bruno-rossastra. Attraverso l'occhio, dal becco alla parte posteriore del collo, era presente una striscia marrone. Al di sopra degli occhi vi era una fascia grigio chiaro, colore del quale erano anche il mento e la gola. Il grigio-biancastro della gola e la regione fasciata di marrone del petto erano separati da una zona di piume nere dalle estremità biancastre. La regione superiore dell'addome era ricoperta da righe trasversali bianche e nere. Il resto dell'addome era nero, mentre le copritrici delle ali erano bruno-rossastre con striature nere.

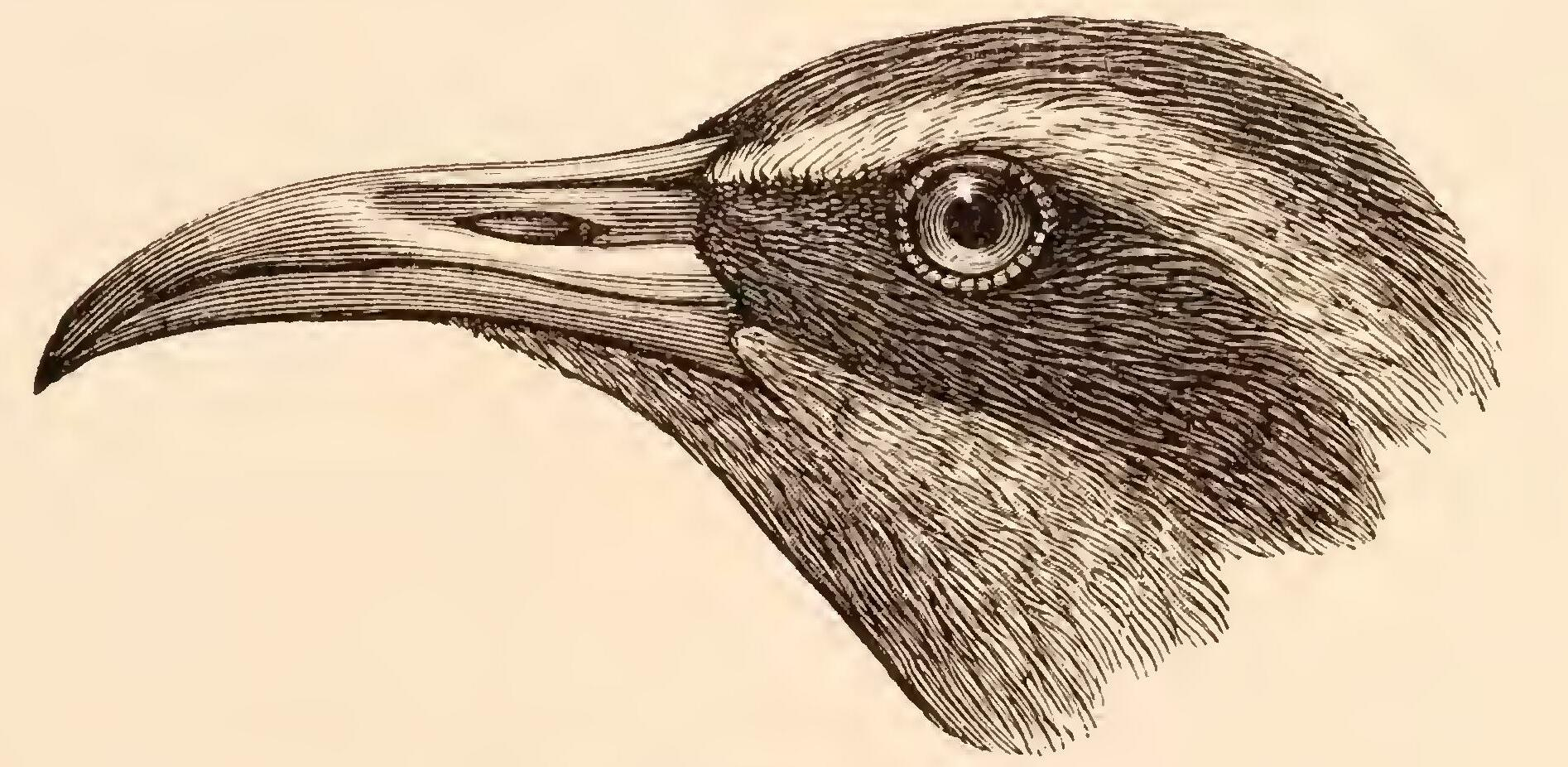
Particolare della testa.

Le illustrazioni degli studiosi del XIX secolo indicano che il rallo di Dieffenbach aveva un piumaggio sorprendentemente simile a quello del rallo delle Filippine. Rispetto all'altra specie di rallo presente sulle Chatham, il rallo delle Chatham, aveva lo sterno più sviluppato. Il becco, di dimensioni comprese tra quello del rallo delle Filippine e quello del rallo delle Chatham, era piegato verso il basso.
Il rallo di Dieffenbach misurava circa 28 cm di lunghezza ed era più grande e robusto di quello delle Filippine. Aveva, inoltre, un becco più forte e più curvo. Le proporzioni delle ossa erano molto simili a quelle del weka (Gallirallus australis), di dimensioni significativamente maggiori. Le ali erano ridotte e l'uccello non era in grado di volare.

## Estinzione
L'olotipo del rallo di Dieffenbach venne catturato nel 1840. Il suo scopritore, Ernst Dieffenbach, scrisse:
Buller (1887-88) riporta le parole di Roiri, un indigeno dell'isola Chatham suo corrispondente:
Tuttavia, Roiri non riuscì mai a catturarne un esemplare per Buller, e l'ultimo avvistamento confermato risale al 1840. Il rallo di Dieffenbach aveva abitudini completamente terricole e occupava un areale limitato, così scomparve rapidamente dopo l'arrivo degli europei. Responsabili della sua estinzione sono stati certamente gli incendi boschivi, i gatti e i ratti.
Attualmente, ne rimangono solo degli esemplari impagliati a Tring e a Brema.